# Markowa (gemeente)
De gemeente Markowa is een landgemeente in het Poolse woiwodschap Subkarpaten, in powiat Łańcucki.
De zetel van de gemeente is in Markowa.
Op 30 juni 2004 telde de gemeente 6607 inwoners.

## Oppervlakte gegevens
In 2002 bedroeg de totale oppervlakte van gemeente Markowa 68,46 km², waarvan:
- agrarisch gebied: 71%
- bossen: 22%

De gemeente beslaat 15,15% van de totale oppervlakte van de powiat.

## Demografie
Stand op 30 juni 2004:
| Omschrijving                   | Totaal | Totaal | Vrouwen | Vrouwen | Mannen | Mannen |
| ------------------------------ | ------ | ------ | ------- | ------- | ------ | ------ |
| eenheid                        | aantal | %      | aantal  | %       | aantal | %      |
| inwoners                       | 6607   | 100    | 3353    | 50,7    | 3254   | 49,3   |
| bevolkingsdichtheid (inw./km²) | 96,5   | 96,5   | 49      | 49      | 47,5   | 47,5   |

In 2002 bedroeg het gemiddelde inkomen per inwoner 1563,17 zł.

## Administratieve plaatsen (sołectwo)
Husów, Markowa, Tarnawka.

## Aangrenzende gemeenten
Chmielnik, Gać, Hyżne, Jawornik Polski, Kańczuga, Łańcut